# Uroxys sulai
Uroxys sulai là một loài bọ cánh cứng trong họ Bọ hung (Scarabaeidae).